# Betzdorf, Luxemburg
Betzdorf (franska) (luxemburgiska: Betzder lyssna (fil), tyska: Betzdorf) är en ort i kantonen Grevenmacher i östra Luxemburg. Den ligger i kommunen Betzdorf vid floden Syre, cirka 18 kilometer nordost om staden Luxemburg. Orten har 277 invånare (2022). Trots ortens namn är kommunens huvudort inte Betzdorf, utan orten Berg.